# Etablissement
Ein Etablissement (französisch établissement [etablɪs(ə)ˈmãː]) ist in der gehobenen Umgangssprache ein Betrieb, eine Niederlassung, eine Einrichtung oder ein Unternehmen. Ferner bezeichnet es eine kleinere (vornehme) Gaststätte; auch eine Vergnügungsstätte sowie ein (zweifelhaftes) (Nacht-)Lokal oder (verhüllend) ein Bordell.
Etablissement für „Unternehmen, Niederlassung, Vergnügungsstätte“ wurde im 18. Jahrhundert aus dem Französischen übernommen. Bereits im 17. Jahrhundert wurde etablieren ‚gründen‘, ‚errichten‘ bzw. reflexiv ‚sich niederlassen‘ aus frz. établir ‚befestigen‘, ‚einrichten‘ entlehnt. Zugrunde liegt lateinisch stabilīre ‚befestigen‘, abgeleitet von stabilis ‚fest‘, ‚feststehend‘ (siehe stabil) und verwandt mit lat. stāre ‚stehen‘.
In Meyers Großes Konversations-Lexikon von 1911 heißt es:

„Etablierung, Etablissement, Begründung einer Niederlassung, insbes. einer Handelsniederlassung; auch letztere selbst wird Etablissement genannt. Das Etablissement hat keine selbständige Rechtspersönlichkeit, wohl aber vielfach einen selbständigen Namen (Etablissementsname), z. B. Zum schwarzen Walfisch. Dieser steht zwar nicht unter dem Rechte der Firma, wohl aber ist er gegen geschäftliche Mißbräuche durch § 15 des Gesetzes zum Schutz der Warenzeichen und durch § 8 des Wettbewerbsgesetzes geschützt.“

In Königsberg (Preußen) hatten die Etablissements ausschließlich guten (bürgerlichen) Klang.